# Antoni Samper i Samper
Antoni Samper i Samper (Alcoi, 31 de desembre de 1744 – Cadis, 21 de maig de 1812) fou un enginyer militar i polític valencià. El 1760 inicià la seva formació militar a l'exèrcit espanyol i el 1767 ingressà al Reial Cos d'Enginyers. El 1779 participà en el setge de Gibraltar i el 1781 en l'expedició de conquesta de les illes de Fernando Poo i Annobóni de part de la costa de Golf de Guinea. En 1797 va redactar amb els generals Tomás de Morla y Pacheco i Gonzalo O'Farrill y Herrera, el Dictámen sobre la defensa de la frontera francesa en la parte de Navarra i Guipuzcoa.
Després va treballar amb el capità general José de Urrutia y de las Casas en la redacció de la nova Ordenança militar i en la reorganització de l'Acadèmia i el Regiment Reial. Així el 1802 assolí el grau de mariscal de Camp i sotinspector del Reial Cos d'Enginyers i el 1803 Manuel Godoy el nomenà cap d'Estat Major d'Enginyers. Després del motí d'Aranjuez i la destitució de Manuel Godoy va substituir al marquès de la Romana com a Comandant General interí del Cos d'Enginyers quan aquest va marxar a l'expedició de Dinamarca.
Un cop iniciada la Guerra del Francès va intentar aturar els oficials que participaren en la fuga dels sapadors (maig-juny de 1808), però com no se'n va sortir, va fugir amb els oficials d'enginyers que quedaven a la Cort a Sevilla el 20 de juliol (el mateix dia que Josep Bonaparte va entrar a Madrid). La Junta Suprema Central el va confirmar com a Comandant General d'Enginyers i fou nomenat adjunt del general Francisco Javier Castaños. El 1810 fou ascendit a tinent general.
El 14 de febrer de 1810 fou elegit diputat per València a les Corts de Cadis, on formaria part de les comissions d'Honor, Guerra i Premis i Honors i defensà la necessitat d'una reforma important en l'exèrcit i en les instal·lacions militars. De posicions conservadores, no participà molt activament a les sessions degut a la seva mala salut. Fou un dels signants de la Constitució espanyola de 1812 i va morir poc després.